# Guglielmo Pallotta
Guglielmo Pallotta (Macerata, 13 novembre 1727 – Roma, 21 settembre 1795) è stato un cardinale italiano.

## Biografia
In gioventù studiò idraulica e giurisprudenza a Roma. Fu ordinato presbitero e fu canonico della Basilica Vaticana.

Titolare di numerosi incarichi e relative prebende, sotto il pontificato di Clemente XIV (1769-1773) fu nominato economo della Reverenda Fabbrica di San Pietro, segretario della Congregazione del Buon Governo, tesoriere generale della Camera Apostolica. In questo incarico: 
(Visconti, 58)

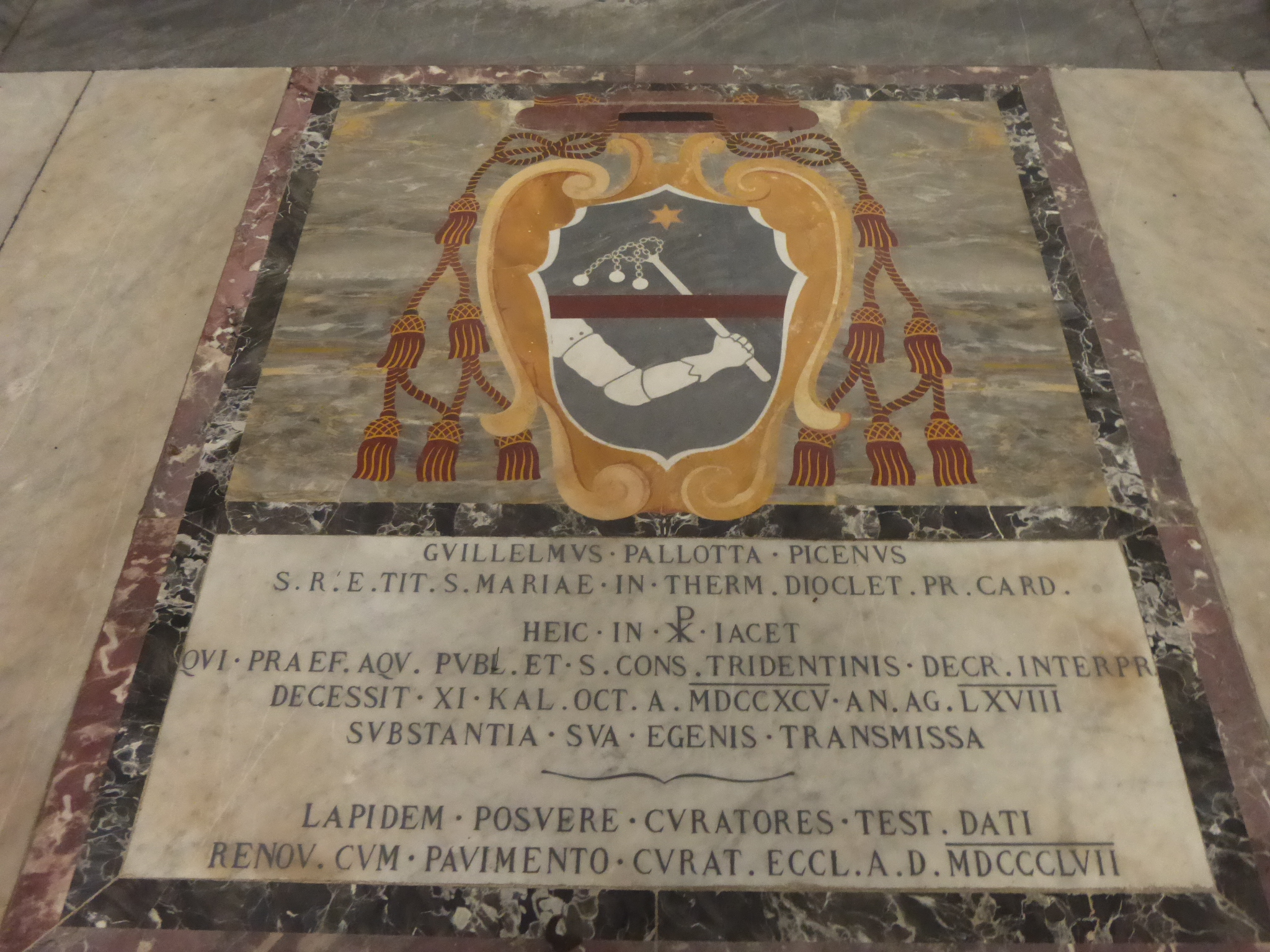
Sepolcro del card. Pallotta in S. Maria in Campitelli.

Papa Pio VI lo elevò al rango di cardinale nel concistoro del 23 giugno 1777 e il 28 luglio 1777 ricevette il titolo di Sant'Eusebio, la cui chiesa fece restaurare. Il 23 settembre 1782 optò per il titolo di Santa Maria degli Angeli.
Dal 21 settembre 1785 fino alla morte fu prefetto della Congregazione delle Acque, Fontane e Canali e prefetto della Congregazione del Concilio. Il 29 gennaio 1787 fu nominato camerlengo del Collegio cardinalizio.
Morì il 21 settembre 1795 all'età di 67 anni, lasciando ai poveri i propri beni, come recita l'epigrafe sulla sua tomba in S. Maria in Portico.